# Yuan Zhen
Yuan Zhen (chinesisch 元稹, Pinyin Yuán Zhen; * 779; † 831) war ein chinesischer Dichter der Tang-Dynastie.
Er lebte in Luoyang in der Provinz Henan und war von 801 bis 806 zusammen mit Bai Juyi Lektor der Palastbibliothek. Nachdem er bei Kaiser Xian Zong in Ungnade gefallen war, verlief seine Laufbahn wechselhaft. Yuan Zhen war ein guter Freund Bai Juyis und Autor von Yingyings Biographie. 813 verfasste er eine Grabinschrift für Du Fu.